# Sergiu Stancu
Sergiu Stancu (Baia Mare, 4 agosto 1982) è un allenatore di pallavolo ed ex pallavolista rumeno, di ruolo centrale, commissario tecnico della nazionale rumena.

## Carriera

### Giocatore

#### Club
La carriera di Sergiu Stancu comincia nella stagione 1998-99 quando esordisce nella Divizia A1 con la maglia del Braşov, mentre nella stagione successiva gioca nella Universitatea Craiova, dove resta per tre annate.
Nella stagione 2003-04 viene ingaggiato dal Rembert Torhout, nel massimo campionato belga, divisione dove milita anche per i due campionati successivi con il Roeselare, aggiudicandosi due scudetti, due Coppe del Belgio e due Supercoppe; nell'annata 2006-07 passa al Tours, nella Pro A francese, a cui resta legato per due stagioni.
Nella stagione 2008-09 è in Italia, con la Prisma Taranto, in Serie A1, per poi passare nella stagione successiva al Forlì; gioca quindi nella Volley League greca con l'Īraklīs Salonicco per l'annata 2010-11, trasferendosi a metà annata al 7 Islas nella Superliga de Voleibol Masculina spagnola, per poi ritornare al team di Roeselare per disputare la stagione 2011-12.
Torna in patria nell'annata 2012-13 grazie all'ingaggio da parte del Tomis Costanza, con cui vince due coppe nazionali e tre campionati: al termine della stagione 2015-16 annuncia il suo ritiro dall'attività agonistica.

#### Nazionale
Nel 2002 ottiene le prime convocazioni nella nazionale rumena, con la quale gioca fino al 2013.

### Allenatore
Comincia la carriera di allenatore nel 2016 con il Tricolorul Ploiești, club con il quale raggiunge la Divizia A1 nella stagione 2017-18, aggiudicandosi, nella stessa annata, la Coppa di Romania e lo scudetto.
Per il campionato 2018-19 allena il PAOK, nella massima divisione greca, dove resta solo fino a dicembre. Nel corso della medesima annata rientra in patria per prendere le redini dell'Arcada Galați, dove rimane fino al termine del campionato 2020-21, aggiudicandosi tre scudetti. Dal 2021 diventa allenatore della nazionale rumena, con cui vince la medaglia d'oro all'European Silver League 2022.

## Palmarès

### Giocatore

#### Club
- Campionato belga: 2

2004-05, 2005-06
- Campionato rumeno: 3

2012-13, 2013-14, 2014-15
- Coppa del Belgio: 1

2004-05, 2005-06
- Coppa di Romania: 2

2012-13, 2013-14
- Supercoppa belga: 2

2004, 2005

### Allenatore

#### Club
- Campionato rumeno: 4

2017-18, 2018-19, 2019-20, 2020-21
- Coppa di Romania: 1

2017-18

#### Nazionale (competizioni minori)
- European Silver League 2022